# La Palizada, La Misión
La Palizada är en ort i Mexiko.   Den ligger i kommunen La Misión och delstaten Hidalgo, i den sydöstra delen av landet, 190 km norr om huvudstaden Mexico City. La Palizada ligger 1 285 meter över havet och antalet invånare är 279.
Terrängen runt La Palizada är bergig åt nordost, men åt sydväst är den kuperad. Runt La Palizada är det ganska glesbefolkat, med 42 invånare per kvadratkilometer. Närmaste större samhälle är Jacala, 14,6 km sydväst om La Palizada. I omgivningarna runt La Palizada växer huvudsakligen savannskog.